# بلک‌واتر بیچ (دلاویر)
بلک‌واتر بیچ (به انگلیسی: Blackwater Beach) یک منطقهٔ مسکونی در ایالات متحده آمریکا است که در شهرستان ساسکس، دلاویر واقع شده‌است. بلک‌واتر بیچ ۰٫۹۱ متر بالاتر از سطح دریا واقع شده‌است.